# Iglesia de la Asunción (Villanueva de la Jara)
La iglesia parroquial de la Asunción es un templo católico de la localidad española de Villanueva de la Jara, en la provincia de Cuenca. Ostenta el título de basílica y tiene el estatus de Bien de Interés Cultural.

## Descripción

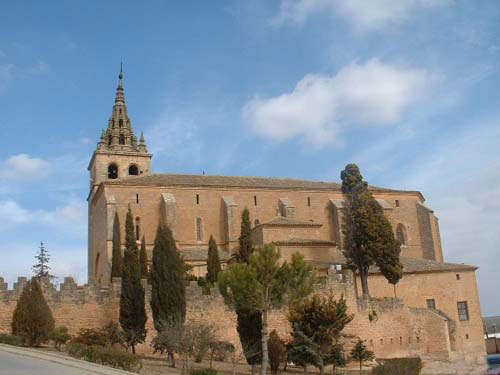
Vista del edificio

Esta iglesia se construyó con las piedras del antiguo castillo árabe de Villanueva allá por el siglo XV. Construida en piedra de sillería, tiene el ábside poligonal y contrafuertes de gran altura. 
El altar mayor posee un valioso retablo de tres cuerpos en madera dorada. Su torre enmarca una capilla que se dice es la primitiva del castillo de los Marqueses de Villena, sobre cuyo edificio se construyó la iglesia. Entre las obras de arte que conserva, destaca, en la primera capilla de la Epístola, el retablo de San Martín, destacada muestra de la pintura hispano-flamenca, atribuido a Alejo Fernández.
En la sala capitular destaca una pila bautismal neoclásica. De esta construcción resalta su carácter fortificado, más evidente en el perímetro amurallado de origen árabe y reconstruido como muro almenado en el siglo XVI.
En 1982 fue declarada Monumento Histórico-Artístico. 